# Ehrenfried Stoeber
Ehrenfried Stoeber (Estrasburg, 1779-1835) fou un advocat i escriptor alsacià, un dels pares de la moderna literatura alsaciana. Estudià al Gymnasium d'Estrasburg, on va conèixer Johann-Georg-Daniel Arnold, amb qui s'interessà pel teatre popular alsacià. El 1797 va fundar la Literarische Gesellschaft alsatischer Freunde (Societat dels Amics de la Literatura Alsaciana). De 1801 a 1802 estudià dret a Erlangen i de 1803 a 1806 continuà els estudis a París. De retorn a Estrasburg, treballà amb el seu pare fins que el 1822 va obtenir el títol de notari.
El 1807 va fundar la revista Alsatisches Taschenbuch i el diari Alsa. Autor del llibre de poemes Neujahrsbüchlein in Elsässer Mundart (Llibret del Nou Any, 1816), que conté el famós poema Wie ich's meine (Com ho entenc), i la comèdia musical Lustpiel mit Gesang (1823. Tota la seva obra fou recollida en Sämtliche Gedichte und kleinere prosaische Schriften (1835). També va compondre una biografia de Johann Friedrich Oberlin i el drama pòstum Fredor Polsky oder eine nacht ins Polens Wäldern. També foren poetes els seus fills Auguste Stoeber i Adolphe Stoeber